# Anopheles nili
Anopheles nili är en tvåvingeart som först beskrevs av Theobald 1904.  Anopheles nili ingår i släktet Anopheles och familjen stickmyggor. Inga underarter finns listade i Catalogue of Life.